# Píseň o Hiawathovi
Píseň o Hiawathovi (anglicky The Song of Hiawatha, v jiné verzi překladu Píseň o Hiawatě) je epická báseň Henryho Wadswortha Longfellowa z roku 1855, volně vycházející z mýtů a legend Odžibvejů, Irokézů a dalších severoamerických Indiánů. Longfellow prohlašoval za zdroj svého díla práce etnografa Henryho Schoolcrafta. Píseň o Hiawathovi nezachycuje autentickou podobu indiánských příběhů, mnohdy se jedná spíš o volnou inspiraci. Vychází z příběhů o odžibvejském hrdinovi Nanabozhovi, mikmackém Glooskapovi a irokézském Hiawathovi, inspiroval se i příběhem Tecumseha, reálného náčelníka Šóníů, který zemřel roku 1812. Všechny tyto indiánské hrdiny transformoval do postavy Hiawathy a přenesl do prostředí Odžibvejů. Indiánská slova, vyskytující se v textu Písně o Hiawathovi jsou vesměs odžibvejského původu.
Své dílo Longfellow sám označil za „indiánskou Eddu“, dílo bylo také velmi ovlivněno Kalevalou, konkrétně jejím německým překladem – Longfellow například použil ve své básni stejné metrum (nerýmovaný trochejský čtyřstopý verš).
Báseň byla poprvé publikována 10. listopadu 1855 a měla okamžitý úspěch. V anglicky mluvícím světě je velmi známá, má doposud velký ohlas (Hiawathovi se stavějí sochy, je po něm pojmenován tzv. Hiawatha National Forest v Michiganu, ve městě Pipestone v Minnesotě se každoročně od roku 1949 předvádí tzv. Song of Hiawatha Pageant, jakási rekonstrukce děje eposu, obdobně po Minnehaze je pojmenována celá řada míst v Minnesotě). Je také pokládána za americký národní epos. Byla také mnohokrát parodována.
Druhá a třetí věta Novosvětské od Antonína Dvořáka jsou, jak sám skladatel připustil, inspirovány Písní o Hiawathovi.
Do češtiny bylo dílo přeloženo čtyřikrát, z toho třikrát Josefem Václavem Sládkem (1869 – tato verze se nedochovala, 1872, 1909) a jednou Pavlem Eisnerem (první vydání 1952).

## Vodopády Minehaha

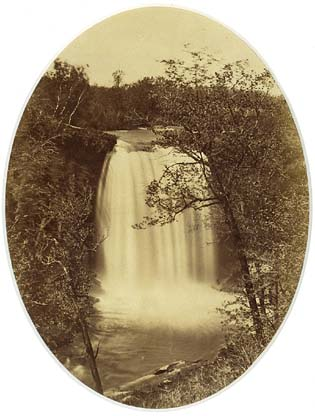
Alexander Hessler: Snímek vodopádů Minehaha v Minnesotě, který údajně inspiroval básníka Henryho Wadswortha Longfellowa k napsání jeho slavné Písně o Hiawathovi

Za zmínku stojí snímek vodopádů Minehaha (Minnehaha Falls) fotografa Alexandra Hesslera, který údajně inspiroval básníka Henryho Wadswortha Longfellowa k napsání Písně o Hiawathovi.
Snímek vznikl během zakázky pro Harper’s Traveler’s Guide v padesátých letech 19. století, když pořizoval krajinářské daguerrotypické snímky řeky Mississippi od města St. Paul až po Galenu v Illinois. Za jediný den v srpnu 1851, Hessler a jeho asistent Joel E. Whitney, pořídili 85 pohledů z Minnesoty, včetně vodopádu Minnehaha. Snímek se dostal do Hesslerovy galerie v Chicagu, kde jej zakoupil George Sumner jako dárek pro svého bratra a senátora Charlese Sumnera z Massachusetts, ten jej ukázal svému příteli básníkovi Henrymu Wadsworthovi Longfellowi, který se tímto obrázkem inspiroval ke známé písni “The Song of Hiawatha.” Oba dva – básník i fotografie – se stali velmi populární, další fotografové cestovali k těmto vodopádům a Hessler kopíroval původní daguerrotypii a prodával ji jako papírové výtisky.

## Děj
Po krátkém prologu o pěvci Nawadahovi, který jako první zpíval o Hiawathovi, je popsána scéna, v níž „velmocný Giče Manito, žití pán“ svolal indiánské kmeny, žijící v nesváru a půtkách. Je nespokojen s tím, že jeho děti nedokázaly udržet mír, a oznamuje jim, k nim vyšle toho, kdo mezi ně vnese mír (Hiawathu).
Následuje patrně nejkrásnější část eposu, totiž píseň o tom, jak se Západní vítr Mudžekíwis stane králem větrů. Mudžekíwis zplodí s Indiánkou Nakomis syna Hiawathu, ale později ji opustí. Hiawatha si v dětství získá věhlas tím, že uloví srnce. Ač nemá otce, vyrůstá v hrdinu. Jednou na lovu odejde do země Západního větru, kde se setká s Mudžekíwem, svým otcem, bojuje s ním, ale nakonec se rozejdou v míru. Na cestě zpět potká Minnehahu, dceru dakotského šípaře, do níž se zamiluje.
V dalším zpěvu se Hiawatha postí za „dobro svého lidu, zvelebení lidských kmenů“. Po sedmi dnech postu k němu přijde posel od božstev, Mondamin, a vyzve ho k souboji. Hiawatha s ním několikrát udatně bojuje, v posledním boji ho porazí a zabije. Mondamin požádá Hiawathu, aby střežil jeho hrob, že se vrátí, a vzejde z něj dobro pro všechny lidi. Hiawatha tedy hrob pečlivě opatruje. Po čase z něj vyroste kukuřice, „dar lidem, jenž jim bude krmí navždy“.
Hiawatha se spřátelí se dvěma muži, básníkem Čibiabosem a silákem Kwasindem, vyrobí člun a vyzve na souboj obřího jesetera Miše Námu. Miše Náma ho i se člunem spolkne, avšak Hiawatha ho zevnitř zabije. Poté požádá orly, aby ho vyprostili z Miše Námova těla, což udělají. Hiawatha tak Miše Námu porazí. Nakomis poté Hiawathovi vypráví, že jejího otce zabil kouzelník Perlí péro, a požádá Hiawathu, aby se pomstil. Hiawatha k němu putuje, vyzve ho na souboj a porazí ho.
Poté se teprve, přes matčiny protesty, vydá na námluvy k dakotskému šípaři, aby si vzal Minnehahu. Jak otec, tak Minnehahá svolí, a Hiawatha si ji proto odvede domů. Na skvělé svatební oslavě zpívá Hiawathův přítel, pěvec Čibiabos „píseň lásky, touhy“ a vypravěč Ajagů, jakýsi Baron Prášil, alegorický příběh o Osseovi, Synu Večernice, který zabírá téměř celý jeden zpěv. Svatba dále umožní uzavření míru mezi Dakoťany a Odžibveji.
V následujícím zpěvu Minnehahá provede rituální požehnání polím a Hiawatha zažene od svých polí vrány, vynalezne obrázkové písmo. Čibiabos umírá na lovu, takže za něj Hiawatha truchlí a naučí svůj lid lékařskému umění.
Posléze se vrátí do jeho země lenoch Paupakíwis, který kdysi odešel, a naučí jeho vesnici hrát kostky. Když vyhraje obrovský majetek, chystá se odejít, ale ještě předtím zabije Hiawathovu drůbež a do jeho wigwamu „vešed kradmým krokem obrátí vše z líce na rub, rozmetal, kde jen co bylo, na hromadu naházel to, mísy dřevěné a kotle, buvolí a bobří kůže, vydřiny a hranostaje…“
Když se to Hiawatha dozví, začne ho pronásledovat. Paupakíwis se změní v bobra, posléze v kachnu apod., nakonec je ale zabit Hiawathou. Umírá Kwasind, duchové mrtvých jim přijdou oznámit, jak mají pečovat o hroby, v období hladu umírá Minnehahá.
Epos končí, když k indiánskému kmenu přijdou běloši, šířící křesťanství. Hiawatha vyzve svůj kmen, aby křesťanství přijali, sám od kmene ale odejde.
Poznámka: Veškeré citace (většinou parafráze vzhledem k syntaktické struktuře věty hesla) a jména pochází z překladu J. V. Sládka ve verzi z roku 1909, s výjimkou jména samotného Hiawathy, které má Sládek v podobě Hiawata. V tomto případě byla použita druhá varianta jména (Hiawatha), která je užita ve zbytku hesla.

## Ukázka
„Čest a sláva Mudžekíwu!“

volali jsou mladí, staří,

když se, vítěz, vracel domů

s wampumovým svatým pásem

z domoviny Wabasovy,

tam, kde Bílý králík vládne.

Ukrad’ on pás wampumový,

s šíje vzal ho Miše Mokwě

hor velkému medvědisku,

postrachu a hrůze lidí,

jak tu usnul obrovitý,

ležel na vrcholku hory,

sám jak skála mechovatá,

šedě, hnědě kropenatá.
(překlad Josef Václav Sládek, verze z roku 1909)